# Jean-Louis Jeannelle
 (juillet 2021).
Jean-Louis Jeannelle, né le 5 août 1972 à Langres, est un universitaire français.
Professeur à l'université de Rouen de 2014 à 2019, il est depuis 2019 professeur à Sorbonne Université. Il a reçu la médaille de bronze du CNRS en 2007.

## Biographie
Ancien élève de l'École normale supérieure de Paris (L1994), Jean-Louis Jeannelle est agrégé de lettres modernes (1996).
Docteur ès lettres, sa thèse dirigée par Antoine Compagnon, soutenue en 2003, s’intitule « Vies majuscules. Mémoire, discours historique et récits de soi : une enquête sur le genre des Mémoires au XXe siècle ».
En 2013, il obtient son habilitation à diriger des recherches, avec un dossier intitulé « Modalités d’absence : pour une théorie des œuvres inadvenues » (Antoine Compagnon en est le garant).
Il est ancien membre de l'Institut universitaire de France (promotion 2010).
Maître de conférences à l'université Paris IV entre 2006 et 2014, il a ensuite été professeur à l'université de Rouen entre 2014 et 2019. Il enseigne depuis 2019 à Sorbonne Université.
Ancien membre du comité scientifique du  site Fabula, il a dirigé la revue en ligne Fabula-LhT entre 2005 et 2022. Il collabore régulièrement depuis avril 2000 au Monde des livres.
Ses domaines de spécialité sont les œuvres d'André Malraux et de Simone de Beauvoir,, l'autobiographie et le genre des Mémoires, ainsi que l'histoire des rapports entre littérature et cinéma (en particulier les scénarios non réalisés).

## Récompense
En 2007, il reçoit la médaille de bronze du CNRS, dans le domaine des sciences humaines et sociales.

## Publications

### Essais
- Malraux. Mémoire et métamorphoses, Gallimard, 2006[10].
- Écrire ses Mémoires au XXe siècle : déclin et renouveau, Gallimard, coll. « Bibliothèque des idées », 2008[11],[12].
- Résistance du roman : genèse de « Non » d'André Malraux, CNRS Éditions, 2013[13],[14].
- Films sans images : une histoire des scénarios non réalisés de "La Condition humaine", Éditions du Seuil, coll. « Poétique », 2015[15].
- Cinémalraux : essai sur l'œuvre d'André Malraux au cinéma, Hermann Éditeurs, 2015[16].
- Vies mémorables, variations littéraires sur le genre des Mémoires de la Libération à nos jours, Hermann Éditeurs, coll. « Savoir Lettres », Paris, 2024.

### Directions d'ouvrages
- Genèse et autofiction, avec Catherine Viollet, Academia-Bruylant, 2006.
- La Licorne, no 86, « Fictions d'histoire littéraire », Presses universitaires de Rennes, 2009.
- Modernité du « Miroir des limbes » : un autre Malraux, avec Henri Godard, Classiques Garnier, 2011[17].
- L'Histoire littéraire des écrivains, avec Marielle Macé et Michel Murat, Presses universitaires Paris-Sorbonne, 2012.
- La Licorne, n° 104, « Le Sens du passé : pour une nouvelle approche des Mémoires », avec Marc Hersant et Damien Zanone, Presses universitaires de Rennes, 2013.
- Cahier de l'Herne, n° 100 : « Simone de Beauvoir », avec Eliane Lecarme-Tabone, Éditions de l'Herne, 2013.
- Signés Malraux : André Malraux et la question biographique, en collab. avec Martine Boyer-Weinmann, Classiques Garnier, coll. « Rencontres », 2015.
- Simone de Beauvoir, « Mémoires d’une jeune fille rangée », Rennes, Presses universitaires de Rennes, coll. « Didact concours », 2018.
- Films à lire. Des scénarios et des livres, avec Mireille Brangé, Bruxelles, éditions Les Impressions nouvelles, coll. « Réflexions faites », 2019.
- Se réorienter dans la pensée : femmes, philosophie et arts – autour de Michèle Le Dœuff, dir. en collab. avec Audrey Lasserre, Presses universitaires de Rennes, coll. « Archives du féminisme », 2020.

### Éditions critiques
- Charles Péguy, Clio. Dialogue de l’histoire et de l’âme païenne, Paris, Flammarion, coll. « GF », 2023.
- André Malraux, Non. Fragments d'un roman sur la Résistance, édition établie par Henri Godard et Jean-Louis Jeannelle, Gallimard, coll. « Les cahiers de la NRF», 2013.
- Simone de Beauvoir, Mémoires, tomes I et II, Gallimard, coll. « Bibliothèque de la Pléiade », 2018.

### Direction de numéros de revue
- « Et la critique américaine ? », Littérature, n° 114, décembre 2006 ; en collab. avec Marielle Macé et Alexandre Gefen.
- « Ce que le cinéma fait à la littérature (et réciproquement) », Fabula-LhT, n° 2, dir. Margaret Flinn et Jean-Louis Jeannelle, décembre 2006.
- « De Gaulle, la France et la littérature », Les Temps modernes, 65e année, no  661, novembre-décembre 2010.
- « Le musée sous réserve d’inventaire », Critique, n° 805-806, juin-juillet 2014.
- « Simone de Beauvoir en ses Mémoires », Littérature, n° 191, septembre 2018.
- « De la poétique avant toute chose… », Critique, n° 858, novembre 2018.
- « La mort de l'auteur », Fabula-LhT, n° 22, juin 2019 ; en collab. avec Romain Bionda.
- « La littérature transfigurée par ses éditeurs mêmes », Critique, n° 907, décembre 2023.
- « Le Négatif de l’écriture : enquêtes sur le pouvoir de décréer », actes publiés en collab. avec François Vanoosthuyse dans Fabula – Les colloques en ligne, décembre 2020.
- « Nos Mémoires. Écrits de soi, histoire et politique aujourd’hui », Écrire l’histoire (Histoire, littérature, esthétique), n° 24, dir. Clarisse Berthezène et Jean-Louis Jeannelle, CNRS Éditions, 2024.

### Contributions
- Dictionnaire de l'autobiographie. Écritures de soi de langue française, initié et dirigé par Françoise Simonet-Tenant, en collaboration avec Michel Braud, Jean-Louis Jeannelle, Philippe Lejeune et Véronique Montémont, Paris, Honoré Champion, 2017 ; version brochée, coll. « Champion classiques, série Références et dictionnaires », 2018.

### Ouvrages de vulgarisation
- Les Mouches, de Jean-Paul Sartre, Éditions Bréal, 1998.

### Choix d'articles

#### Cinéma
- Jean-Louis Jeannelle, « Pour une histoire du cinéma au négatif », Acta fabula, vol. 15, n° 9, « La bibliothèque des textes fantômes », novembre 2014, [lire en ligne]
- Jean-Louis Jeannelle, « "Toutes les histoires des films qui ne se sont jamais faits" : modalités de l’inadvenue au cinéma / “All the stories of films which were never made”: modalities of non-happening in cinema », dans Fabula-LhT, n° 13, « La Bibliothèque des textes fantômes », dir. Marc Escola et Laure Depretto, novembre 2014, [lire en ligne].

#### Comptes rendus
- Jean-Louis Jeannelle, « Même pas mort », Acta fabula, vol. 20, n° 6, « La mort de l'auteur », juin-juillet 2019, [lire en ligne]